# Ivan Šušteršič
Ivan Šusteršič (tudi Šušteršič), slovenski advokat in politik, * 29. maj, 1863, Ribnica, † 20. september, 1925, Ljubljana.

## Življenje in delo
Po končani gimnaziji leta 1881 je na Dunaju študiral pravo. Leta 1890 je bil med ustanovitelji Katoliškega političnega društva v Ljubljani, leta 1896 pa je bil na nadomestnih volitvah izvoljen v dunajski državni zbor. Leta 1899 je postal načelnik Katoliške narodne stranke, nato je bil od leta 1905 načelnik Slovenske ljudske stranke, v katero se je preoblikovala Katoliška narodna stranka - na tej funkciji je ostal do leta 1917. V državnem zboru na Dunaju je bil od leta 1907 predsednik Slovanskega parlamentarnega kluba, v letih 1909–1911 predsednik največje opozicijske strankarske zveze Slovanske unije in v letih 1912–1914 predsednik Hrvaško-slovenskega parlamentarnega kluba. Leta 1912 je bil imenovan za kranjskega deželnega glavarja, kar je ostal do oktobra 1918, ko je po sporu v SLS odšel v Švico. Vrnil se je decembra 1922 in februarja kot načelnik Narodne ljudske stranke kandidiral na skupščinskih volitvah leta 1923; poražen se je dokončno umaknil iz politike.